# Mădălina Sava
Mădălina Sava (n. 4 iulie 1967 – d. 9 februarie 2008) a fost o jurnalistă română, realizator de emisiuni la Radio România Actualități, Antena Bucureștilor și Radio România Tineret.
Între anii 1990 și 1996, Mădălina Sava a fost realizatorul emisiunilor "Student Club", "Radio în blue-jeans" și "Radiodiscoteca în blue-jeans" la Radio România Tineret, fiind și realizatorul primei emisiuni în duplex pentru RRT, cu Radio Sofia. În perioada 1996-2000, a coordonat emisiunea "Post-Meridian", a fost realizator și coordonator la emisiunile "Matinal" și realizator al emisiunilor "Lumea la noi acasă", "Un alt început" (talk-show cu tematică economică), "Tropicalia" (emisiune muzicală de divertisment), "Din vorbă-n vorbă cu George Țărnea" la Radio Antena Bucureștilor. În anii 2000-2002 a realizat emisiunile "Post Meridian" și "Pulsul zilei" la Radio România Actualități, iar în perioada 2003-2005 a fost realizator-moderator al ediției de vineri a emisiunii "Studio deschis" și producătorul emisiunii "Lumea noastră".
Mădălina Sava a primit Premiul pentru originalitate acordat de Radio România Actualități în 1992. De asemenea, a primit Premiul pentru jurnalism al Ambasadorilor țărilor latino-americane în anul 1997, Premiul Nemira - de excelență în jurnalism, în 1998, precum și premiul "Prietenii țărilor latino americane", în 2003.
A fost membru al Uniunii Ziariștilor Profesioniști începând din 1991, obținând atestatul profesional în 1993. În perioada 1999-2000, a fost coordonator media al PNUD pentru programul "Un București frumos", iar în 1995 a organizat primul salon de grafică publicitară pentru elevii liceelor de artă din România.